# Tofu hyakuchin

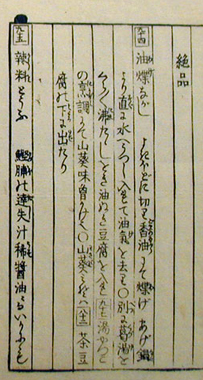
Page de la section « Mets raffinés » du Tofu hyakuchin.

Le Tofu hyakuchin (豆腐百珍, Cent plats à base de tōfu) est un livre de recette japonais écrit sous le nom de plume de Ka Hitsujun (何必醇), publié en 1782 à Osaka durant l'époque d'Edo. Il donne 100 recettes pour préparer le tofu. Son succès fut tel que l'année suivante, deux suites furent écrites.

## Auteur
Ka Hitsujun est probablement le nom de plume d'un érudit qui n'était pas un chef, probablement sodani gakusen (曽谷学川 (ja)), un tenkoku-ka (graveur de sceaux en pierre japonais).

## Plan du livre
Le livre contient 100 recettes de cuisine, des illustrations de grande qualité ainsi que des écrits chinois et japonais de réflexion sur l'acte de cuisiner. Diverses recettes sont présentées, dont certaines ayant pour thème l'utilisation du tofu pour imiter d'autres aliments, comme l'ayu, la palourde ou encore l'oursin. Les recettes sont organisées en six sections distinctes, dont la difficulté est croissante (d'ordinaire à exquis) : 
- la première section (ordinaire) contient 26 descriptions de plats familiaux faciles à préparer au quotidien (comme une forme ancienne de ganmodoki, consistant en du tofu frit fourré de légumes) ;
- la suivante (standard) introduit 10 recettes de tofu destinées au quotidien mais plus difficiles à réaliser que celles de la section ordinaire ;
- la troisième (connaisseur) décrit 20 recettes dont les goûts et la présentation sont plus raffinés que les sections précédentes, se basant sur le miso blanc, souvent disponible uniquement dans les restaurants, et beaucoup moins répandu que le miso brun ou rouge utilisé alors ;
- la quatrième} (intéressante/étrange/surprenante) présente 19 recettes à base de tofu, mais l'utilisant souvent de manière inhabituelle, comme sous forme de met sucré rappelant le dessert moderne ;
- l'avant-dernière (insolite) détaille 18 recettes censées présenter un bon compromis entre le goût et la présentation ;
- enfin, la section titrée « Exquis » donne 7 recettes destinées aux amateurs du goût du tofu désireux de mettre en valeur le goût très fin du tofu.

## Impact culturel
Le livre fut un réel succès à l'époque de sa parution, donnant lieu à deux suites l'année suivante (Tôfu hyakuchin zokuhen et Tôfu hyakuchin yôroku), décrivant au total 230 recettes à base de tofu ; toujours prisé et d'actualité, des fac-similés ont été réédités en 1971 et 1974 . De plus, le plan original et le mélange entre réflexion, illustrations et recettes fut copié dans de nombreux livres qui suivirent, comme Tai hyakuchin ryouri himitsubako (100 recettes de dorade) ou le Kansho hyakuchin (100 recettes de patates douces). La renommée de ces livres est due à la fois aux recettes et à la qualité des illustrations représentant les plats, les ustensiles, ainsi que des gens consommant du tofu.
Le livre est aussi un facteur indiquant que la consommation de tofu durant la période Edo était répandue ; il montre aussi, par le biais de la cuisine du tofu, les différentes techniques de cuisine japonaise courantes à cette époque.